# Deropeltis stefaniniana
Deropeltis stefaniniana är en kackerlacksart som beskrevs av Giglio-Tos 1917. Deropeltis stefaniniana ingår i släktet Deropeltis och familjen storkackerlackor.
Artens utbredningsområde är Somalia. Inga underarter finns listade i Catalogue of Life.